# Drimia porphyrantha
Drimia porphyrantha är en sparrisväxtart som först beskrevs av Arthur Allman Bullock, och fick sitt nu gällande namn av Brita Stedje. Drimia porphyrantha ingår i släktet Drimia och familjen sparrisväxter.
Artens utbredningsområde är Kenya. Inga underarter finns listade i Catalogue of Life.